# Канъин-но-мия Котохито
Принц Котохито (Канъин) (яп. 閑院宮載仁親王 Канъин-но-мия Котохито синно:, 10 ноября 1865 — 21 мая 1945) — 6-й глава наследной (син-но-кэ) ветви Канъин Императорского дома. Маршал Сухопутных войск Императорской Японии.

## Биография

### Молодые годы
Родился в Киото 10 ноября 1865 г. 16-м сыном принца Кунииэ (Фусими), который являлся главой дома Фусими, имевшего право на трон в случае угасания старшей ветви Императорского дома. В возрасте трёх лет отправлен в монастырь Самбо-ин, чтобы стать монахом. В связи с детской смертностью основной линии императорской фамилии Император Комэй решил сделать Котохито потенциальным наследником. В 1872 г. Котохито сделан главой дома Канъин, с 1842 г. считавшегося угасшим после смерти 5-го главы, Нарухито (Канъин). Котохито (Канъин) стал приёмным братом Муцухито (Мэйдзи) и дядей Ёсихито (Тайсё).

### Семья
19 декабря 1891 года женился на Тиэко, дочери принца Санэтоми. У пары было пять дочерей и два сына (до 1947 г. наследные члены дома Канъин):
- Ацухито (篤仁王, 1894—1894)
- Юкико (恭子女王, 1896—1992), вышла замуж за графа Андо Нобуаки (1890—1976)
- Сигэко (茂子女王, 1897—1991), муж — орнитолог Курода Накамити
- Суэко (季子女王, 1898—1914), скончалась от почечной недостаточности
- Харухито (閑院宮春仁王, 1902—1988)
- Хироко (寛子女王, 1906—1923), погибла в возрасте 17 лет во время Великого землетрясения Канто
- Ханако (華子女王, 1909—2003), жена принца Катё Хиронобу.

### Военная карьера
В 1881 г. окончил командное училище Сухопутных войск. В 1882 г. назначен военным атташе во Франции, в 1894 г. закончил кавалерийское отделение Военной академии Сухопутных войск. В 1894—1895 гг. участвовал в Японо-китайской войне, до 1905 г. был командиром 1-го кавалерийского полка и 2-й кавалерийской бригады Сухопутных войск. Участвовал в русско-японской войне, получив там чин генерал-лейтенанта. В 1906 назначен командиром 1-й дивизии, в 1911 г. Гвардейской дивизии  Сухопутных войск. В 1912 г. стал членом Высшего военного совета, получив чин генерала армии. С 1919 г. стал самым молодым маршалом Сухопутных войск Императорской Японии. В 1921 г. сопровождал наследника в поездке по Европе. В конце 1931 г. назначен главой Генштаба Сухопутных войск.

### Политическая карьера
Пребывание в должности начальника Генштаба привело к совершению военных преступлений — резни в г. Нанкин и применение химического оружия. Приказы о применении химоружия были отданы маршалом Котохито летом и осенью 1937 г. во время взятия Шанхая, а также весной 1938 г. во время боёв во Внутренней Монголии. Способствовал смещению генерала С. Хаты с поста министра Сухопутных войск, что привело к падению кабинета Ёнаи летом 1940 г. После формирования кабинета Коноэ стал членом Совещания Ставки и Кабинета  и поддержал подписание «Тройственного пакта». Осенью 1940 г. ушёл с поста начальника Генерального штаба, но остался членом Высшего военного совета и советником Императора по военным вопросам. Скончался от болезни - геморроя - в летней резиденции дома Канъин в Одаваре весной 1945 г. Причина смерти вызвала множество насмешек среди японского населения. Удостоен государственных похорон.